# Sorex caecutiens hallamontanus
Sorex caecutiens hallamontanus is een ondersoort van de Noordse spitsmuis (Sorex caecutiens) die voorkomt op het eiland Jeju in Zuid-Korea. Morfologisch lijkt deze ondersoort sterk op Sorex shinto uit Honshu en andere delen van zuidelijk Japan, maar genetisch lijkt hij meer op de "echte" Noordse spitsmuis van het vasteland. De soort is genoemd naar Halla, de centrale berg van Cheju, waar het holotype gevangen is.
S. c. hallamontanus is een grote ondersoort van de Noordse spitsmuis. De schedel is groter dan alle andere Noordoost-Aziatische populaties. De ondersoort lijkt sterk op Sorex shinto sadonis, de grootste ondersoort van S. shinto, die op Sado voorkomt.